# Scalenostoma subcarina
Scalenostoma subcarina is een slakkensoort uit de familie van de Eulimidae. De wetenschappelijke naam van de soort is voor het eerst geldig gepubliceerd in 1951 door Laseron.